# Kathrinhagen
Kathrinhagen ist ein Ortsteil der Gemeinde Auetal im Landkreis Schaumburg in Niedersachsen mit etwa 870 Einwohnern.

## Lage
Der Ort liegt etwa zwei Kilometer nördlich der Autobahn A 2. Rehren liegt zwei Kilometer östlich. Im Süden befindet sich in einem Kilometer Entfernung Poggenhagen, westlich des Ortes liegen die Ortsteile Borstel und Rolfshagen. Im Norden liegt das ausgedehnte Waldgebiet des Bückebergs.

## Geschichte

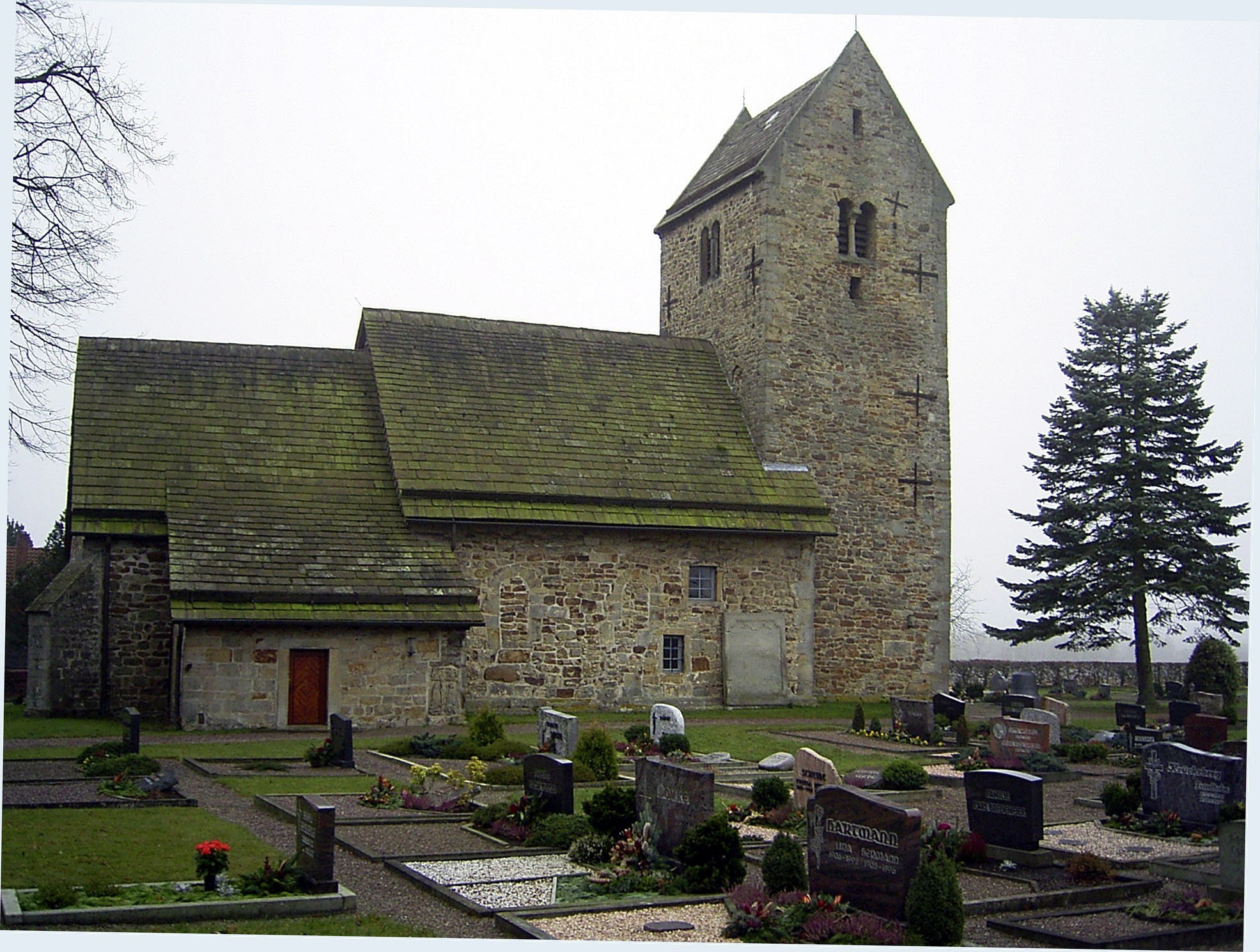
Katharinakirche Kathrinhagen (13. Jahrhundert)

Die Ortschaft entstand Ende des 12. Jahrhunderts. Der Namensteil hagen weist auf eine bewaldete Gegend hin. Mit der Bestätigung der Schenkung der Grafen Johann und Gerhard von Schaumburg im Dom zu Minden tritt die Ortschaft erstmals urkundlich in Erscheinung. Hier wird auch das älteste Bauwerk Kathrinhagens, die Katharinenkapelle, heute Katharinenkirche, erstmals erwähnt. Sie wurde auf älteren Mauerresten aus dem Jahr 1000 errichtet. Seit 1970 gibt es in Kathrinhagen das „Unterdorf“ oder auch „Kathrinhagener Siedlung“, welche ab Anfang 1970 erbaut wurde. Dieses gehört zum neueren Teil des Dorfes.
Am 1. März 1974 wurde Kathrinhagen in die Gemeinde Rehren eingegliedert. Diese wurde bereits am 1. April 1974 aufgelöst und der neuen Gemeinde Auetal zugewiesen.

## Sehenswertes
- Die Evangelisch-Lutherische Kirche St. Katharina stammt aus dem 13. Jahrhundert. Im Altarraum des als Wehrkirche errichteten Bauwerks befindet sich ein aus dem 15. Jahrhundert stammendes Heiligenbild.
- Das Sportheim des SC Auetals an der Kathrinhagener Straße
- Linde mit einem Brusthöhenumfang von 9,99 m (2016).[2]
- Luthereiche vor dem Gemeindehaus (2018)

## Dorfgemeinschaft
Im Jahre 1997 wurde in Kathrinhagen der Verein zur Förderung der Dorfgemeinschaft gegründet, dies ist ein eingetragener gemeinnütziger Verein. Ziele des Vereins sind die Förderung der Heimatpflege und Heimatkunde und die Förderung das Umwelt- und Landschaftsschutzes.
Im Laufe der letzten Jahre hat der Verein viele Projekte im Dorf realisiert u. a.:
- Wiederaufbau der Köhlerhütte
- Errichtung des Buswartehäuschens
- Erstellung des Fußweges entlang der Kathrinhagener Straße
- Bau der Eichenhütte an der Eulenburg

## Persönlichkeiten
- Ferdinand Oettker (1845–1931), Landwirt und Mitglied des Provinziallandtages der Provinz Hessen-Nassau
- Jörg Farr (* 1962), Landrat des Landkreises Schaumburg